# Andrus Veerpalu
Andrus Veerpalu (ur. 8 lutego 1971 w Parnawie) – estoński narciarz, trzykrotny medalista olimpijski, trzykrotny medalista mistrzostw świata, 20-krotny mistrz Estonii w latach 1990–2005, najlepszy sportowiec Estonii w latach 1999, 2001, 2002.

## Kariera
Na igrzyskach olimpijskich zadebiutował w 1992 r. podczas igrzysk w Albertville, gdzie jego najlepszym indywidualnym wynikiem było 21. miejsce w biegu na 10 km techniką klasyczną. Tego wyniku Veerpalu nie poprawił na igrzyskach w Lillehammer, gdzie jego najwyższą lokatą było 26. miejsce w biegu na 50 km stylem klasycznym. Na igrzyskach olimpijskich w Nagano był między innymi ósmy w biegu na 10 km techniką klasyczną. Igrzyska w Salt Lake City były najbardziej udanymi dla Veerpalu. Został mistrzem olimpijskim w biegu na 15 km stylem klasycznym, a w biegu na 50 km tą samą techniką był drugi przegrywając tylko z Michaiłem Iwanowem z Rosji. Tytuł mistrza olimpijskiego w biegu na 15 km obronił podczas igrzysk olimpijskich w Turynie. Startował także w biegu na 50 km techniką klasyczną na igrzyskach w Vancouver, w którym zajął 6. miejsce.
Mistrzostwa świata w Falun w 1993 r. były pierwszymi w jego karierze. Na szwedzkich mistrzostwach jego najlepszym wynikiem było 31. miejsce w biegu na 30 km technika klasyczną. Na mistrzostwach w Thunder Bay i mistrzostwach w Trondheim osiągnął podobne wyniki zajmując odpowiednio 30. miejsce w biegu na 30 km i 32 w biegu na 10 km techniką klasyczną. Swój pierwszy medal mistrzostw świata zdobył podczas mistrzostw w Ramsau, gdzie zajął drugie miejsce w biegu na 50 km stylem klasycznym, wyprzedził go jedynie reprezentant Finlandii Mika Myllylä. Dwa lata później, na mistrzostwach w Lahti Veerpalu został mistrzem świata w biegu na 30 km stylem klasycznym. Z mistrzostw w Val di Fiemme oraz mistrzostw w Oberstdorfie nie przywiózł żadnego medalu, choć zajmował odpowiednio 4. miejsce w biegu na 30 km i 4. miejsce w biegu na 50 km techniką klasyczną. Kolejny medal wywalczył na mistrzostwach świata w Libercu, gdzie zwyciężył w biegu na 15 km techniką klasyczną.
Najlepsze wyniki w Pucharze Świata osiągnął w sezonach 2002/2003 i 2003/2004, kiedy to zajmował 7. miejsce w klasyfikacji generalnej.
W 2005 r. został nagrodzony medalem Holmenkollen.
Jego dzieci Andreas i Anette również uprawiają biegi narciarskie.

## Osiągnięcia

### Igrzyska olimpijskie
| Miejsce | Dzień     | Rok  | Miejscowość    | Konkurencja             | Czas biegu | Strata   | Zwycięzca        |
| ------- | --------- | ---- | -------------- | ----------------------- | ---------- | -------- | ---------------- |
| 33.     | 10 lutego | 1992 | Albertville    | 30 km st. klasycznym    | 1:22:27,8  | +8:38,3  | Vegard Ulvang    |
| 21.     | 13 lutego | 1992 | Albertville    | 10 km st. klasycznym    | 27:36,0    | +2:15,5  | Vegard Ulvang    |
| 42.     | 15 lutego | 1992 | Albertville    | Bieg pościgowy na 25 km | 1:05:37,9  | ?        | Bjørn Dæhlie     |
| 10.     | 18 lutego | 1992 | Albertville    | Sztafeta 4 × 10 km      | 1:39:26,0  | +7:07,3  | Norwegia         |
| 36.     | 17 lutego | 1994 | Lillehammer    | 10 km st. klasycznym    | 24:20,1    | +2:25,7  | Bjørn Dæhlie     |
| 55.     | 19 lutego | 1994 | Lillehammer    | Bieg pościgowy na 25 km | 1:00:08,8  | +8:07,3  | Bjørn Dæhlie     |
| 26.     | 27 lutego | 1994 | Lillehammer    | 50 km st. klasycznym    | 2:07:20,3  | +10:04,4 | Władimir Smirnow |
| 19.     | 9 lutego  | 1998 | Nagano         | 30 km st. klasycznym    | 1:33:55,8  | +6:14,1  | Mika Myllylä     |
| 8.      | 12 lutego | 1998 | Nagano         | 10 km st. klasycznym    | 27:24,5    | +36,6    | Bjørn Dæhlie     |
| 10.     | 17 lutego | 1998 | Nagano         | Sztafeta 4 × 10 km      | 1:40:55,7  | +3:25,2  | Norwegia         |
| 1.      | 12 lutego | 2002 | Salt Lake City | 15 km st. klasycznym    | 37:07,4    | –        | –                |
| 7.      | 17 lutego | 2002 | Salt Lake City | Sztafeta 4 × 10 km      | 1:32:45,5  | +3:21,5  | Norwegia         |
| 2.      | 23 lutego | 2002 | Salt Lake City | 50 km st. klasycznym    | 2:06:20,8  | +23,7    | Michaił Iwanow   |
| 1.      | 17 lutego | 2006 | Turyn          | 15 km st. klasycznym    | 38:01,3    | –        | –                |
| 8.      | 19 lutego | 2006 | Turyn          | Sztafeta 4 × 10 km      | 1:43:45,7  | +1:38,1  | Włochy           |
| 6.      | 28 lutego | 2010 | Vancouver      | 50 km st. klasycznym    | 2:05:35,5  | +6,1     | Petter Northug   |

### Mistrzostwa świata
| Miejsce | Dzień     | Rok  | Miejscowość   | Konkurencja                        | Czas biegu | Strata   | Zwycięzca        |
| ------- | --------- | ---- | ------------- | ---------------------------------- | ---------- | -------- | ---------------- |
| 31.     | 20 lutego | 1993 | Falun         | 30 km stylem klasycznym            | 1:17:33,6  | +5:03,8  | Bjørn Dæhlie     |
| 49.     | 22 lutego | 1993 | Falun         | 10 km stylem klasycznym            | 24:51,6    | +2:08,7  | Sture Sivertsen  |
| 57.     | 24 lutego | 1993 | Falun         | Bieg pościgowy na 25 km            | 1:01:45,0  | +5:56,1  | Bjørn Dæhlie     |
| 15.     | 26 lutego | 1993 | Falun         | Sztafeta 4 × 10 km                 | 1:44:14,9  | +8:51,1  | Norwegia         |
| 30.     | 9 marca   | 1995 | Thunder Bay   | 30 km stylem klasycznym            | 1:15:52,3  | +7:20,7  | Władimir Smirnow |
| 72.     | 11 marca  | 1995 | Thunder Bay   | 10 km stylem klasycznym            | 24:52,3    | +3:49,2  | Władimir Smirnow |
| 11.     | 17 marca  | 1995 | Thunder Bay   | Sztafeta 4 × 10 km                 | 1:34:27,1  | +6:38,9  | Norwegia         |
| 32.     | 24 lutego | 1997 | Trondheim     | 10 km stylem klasycznym            | 23:41,8    | +2:07,7  | Bjørn Dæhlie     |
| 11.     | 28 lutego | 1997 | Trondheim     | Sztafeta 4 × 10 km                 | 1:37:06,1  | +6:58,6  | Norwegia         |
| 39.     | 2 marca   | 1997 | Trondheim     | 50 km stylem klasycznym            | 2:16:37,5  | +13:58,8 | Mika Myllylä     |
| 14.     | 22 lutego | 1999 | Ramsau        | 10 km stylem klasycznym            | 24:19,2    | +57,5    | Mika Myllylä     |
| 10.     | 26 lutego | 1999 | Ramsau        | Sztafeta 4 × 10 km                 | 1:35:07,5  | +5:09,2  | Austria          |
| 2.      | 28 lutego | 1999 | Ramsau        | 50 km stylem klasycznym            | 2:18:08,7  | +31,8    | Mika Myllylä     |
| 5.      | 15 lutego | 2001 | Lahti         | 15 km stylem klasycznym            | 39:26,0    | +40,5    | Per Elofsson     |
| 1.      | 19 lutego | 2001 | Lahti         | 30 km stylem klasycznym            | 1:14:17,9  | –        | –                |
| 7.      | 22 lutego | 2001 | Lahti         | Sztafeta 4 × 10 km                 | 1:36:42,5  | +3:35,1  | Norwegia         |
| 4.      | 19 lutego | 2003 | Val di Fiemme | 30 km stylem klasycznym            | 1:12:29,3  | +1,9     | Thomas Alsgaard  |
| 8.      | 21 lutego | 2003 | Val di Fiemme | 15 km stylem klasycznym            | 35:47,5    | +23,1    | Axel Teichmann   |
| DNF     | 23 lutego | 2003 | Val di Fiemme | 2 × 10 km łączony                  | 47:42,3    | –        | Per Elofsson     |
| 8.      | 25 lutego | 2003 | Val di Fiemme | Sztafeta 4 × 10 km                 | 1:31:56,4  | +1:48,5  | Norwegia         |
| 19.     | 20 lutego | 2005 | Oberstdorf    | 2 × 15 km łączony                  | 1:19:20,5  | +1:36,0  | Vincent Vittoz   |
| 9.      | 24 lutego | 2005 | Oberstdorf    | Sztafeta 4 × 10 km                 | 1:39:04,4  | +4:16,8  | Norwegia         |
| 4.      | 27 lutego | 2005 | Oberstdorf    | 50 km stylem klasycznym            | 2:30:10,1  | +4,0     | Frode Estil      |
| 1.      | 20 lutego | 2009 | Liberec       | 15 km stylem klasycznym            | 38:54,4    | –        | –                |
| 19.     | 22 lutego | 2009 | Liberec       | 2 × 15 km łączony                  | 1:15:52,4  | +42,2    | Petter Northug   |
| 8.      | 25 lutego | 2009 | Liberec       | Sprint drużynowy stylem klasycznym | 22:48,5    | +8,7     | Norwegia         |
| 8.      | 27 lutego | 2009 | Liberec       | Sztafeta 4 × 10 km                 | 1:41:50,6  | +2:43,8  | Norwegia         |

### Puchar Świata

#### Miejsca w klasyfikacji generalnej
- sezon 1993/1994: 77.
- sezon 1994/1995: 73.
- sezon 1996/1997: 72.
- sezon 1997/1998: 26.
- sezon 1998/1999: 22.
- sezon 1999/2000: 43.
- sezon 2000/2001: 42.
- sezon 2001/2002: 19.
- sezon 2002/2003: 7.
- sezon 2003/2004: 7.
- sezon 2004/2005: 13.
- sezon 2005/2006: 26.
- sezon 2007/2008: 50.
- sezon 2008/2009: 27.
- sezon 2009/2010: 41.
- sezon 2010/2011: 86.

#### Zwycięstwa w zawodach Pucharu Świata
| Nr | Dzień       | Rok  | Miejscowość  | Konkurencja             | Czas biegu  | Przypisy |
| -- | ----------- | ---- | ------------ | ----------------------- | ----------- | -------- |
| 1. | 15 lutego   | 2003 | Asiago       | 10 km stylem klasycznym | 24:21.3 min | –        |
| 2. | 8 marca     | 2003 | Oslo         | 50 km stylem klasycznym | 2:16:57.5 h | –        |
| 3. | 13 grudnia  | 2003 | Davos        | 15 km stylem klasycznym | 38:13.8 min | –        |
| 4. | 17 stycznia | 2004 | Nové Město   | 15 km stylem klasycznym | 42:27.6 min | –        |
| 5. | 8 stycznia  | 2005 | Otepää       | 15 km stylem klasycznym | 37:17.1 min | –        |
| 6. | 12 marca    | 2005 | Holmenkollen | 50 km stylem klasycznym | 2:10:25.2 h | –        |

#### Miejsca na podium chronologicznie
| Nr  | Dzień       | Rok  | Miejscowość   | Konkurencja             | Czas biegu  | Pozycja | Strata  | Zwycięzca           |
| --- | ----------- | ---- | ------------- | ----------------------- | ----------- | ------- | ------- | ------------------- |
| 1.  | 28 lutego   | 1999 | Ramsau        | 50 km stylem klasycznym | –           | 3.      | –       | Mika Myllylä        |
| 2.  | 12 stycznia | 2003 | Otepää        | 30 km stylem klasycznym | 1:20:24.8 h | 3       | +1.5 s  | Jörgen Brink        |
| 3.  | 15 lutego   | 2003 | Asiago        | 10 km stylem klasycznym | 24:21.3 min | 1       | –       | –                   |
| 4.  | 8 marca     | 2003 | Oslo          | 50 km stylem klasycznym | 2:16:57.5 h | 1       | –       | –                   |
| 5.  | 13 grudnia  | 2003 | Davos         | 15 km stylem klasycznym | 38:13.8 min | 1       | –       | –                   |
| 6.  | 16 grudnia  | 2003 | Val di Fiemme | Sprint stylem dowolnym  | –           | 3       | –       | Jens Arne Svartedal |
| 7.  | 17 stycznia | 2004 | Nové Město    | 15 km stylem klasycznym | 42:27.6 min | 1       | –       | –                   |
| 8.  | 7 marca     | 2004 | Lahti         | 15 km stylem dowolnym   | 38:12.0 min | 3       | +20.0 s | Frode Estil         |
| 9.  | 8 stycznia  | 2005 | Otepää        | 15 km stylem klasycznym | 37:17.1 min | 1       | –       | –                   |
| 10. | 12 marca    | 2005 | Holmenkollen  | 50 km stylem klasycznym | 2:10:25.2 h | 1       | –       | –                   |
| 11. | 16 stycznia | 2010 | Otepää        | 15 km stylem klasycznym | 36:45.7 min | 2       | +16.9 s | Lukáš Bauer         |

## Odznaczenia
- Order Białej Gwiazdy I Klasy (2006[13], odebrano 2021)[14]
- Order Estońskiego Czerwonego Krzyża I Klasy (2002[15], odebrano 2021)[14]